# ۵۹۹ (عدد)
۵۹۹ (پانصد و نود و نه) یک عدد طبیعی است که بعد از ۵۹۸ و قبل از ۶۰۰ قرار دارد.